# Дом Каноса
Дом Каноса (на италиански: Canossa) е могъща фамилия в средновековна Ломбардия от 10 век и особено от 1076 до 1122 г.
Историята на фамилията започва с лангобардеца Зигфрид I през началото на 10 век, който произлиза от Лука и построява през 940 г. замъка на Каноса. През 1100 г. тяхната територия на владение се намира от Каноса от езерото Гарда до горен Лацио с градовете Мантуа, Модена, Ферара, Флоренция и Перуджа. Днешен Реджо Емилия е център на военна сила.
Бонифаций от Каноса (985-1052) е един от най-могъщите благородници в Италия през първата половина на 10 век.

## Графовена Каноса
- Зигфрид
- Адалберт Ато
- Теобалд
- Бонифаций III
- Фридрих
- Матилда